# Massengräber in Loški Potok

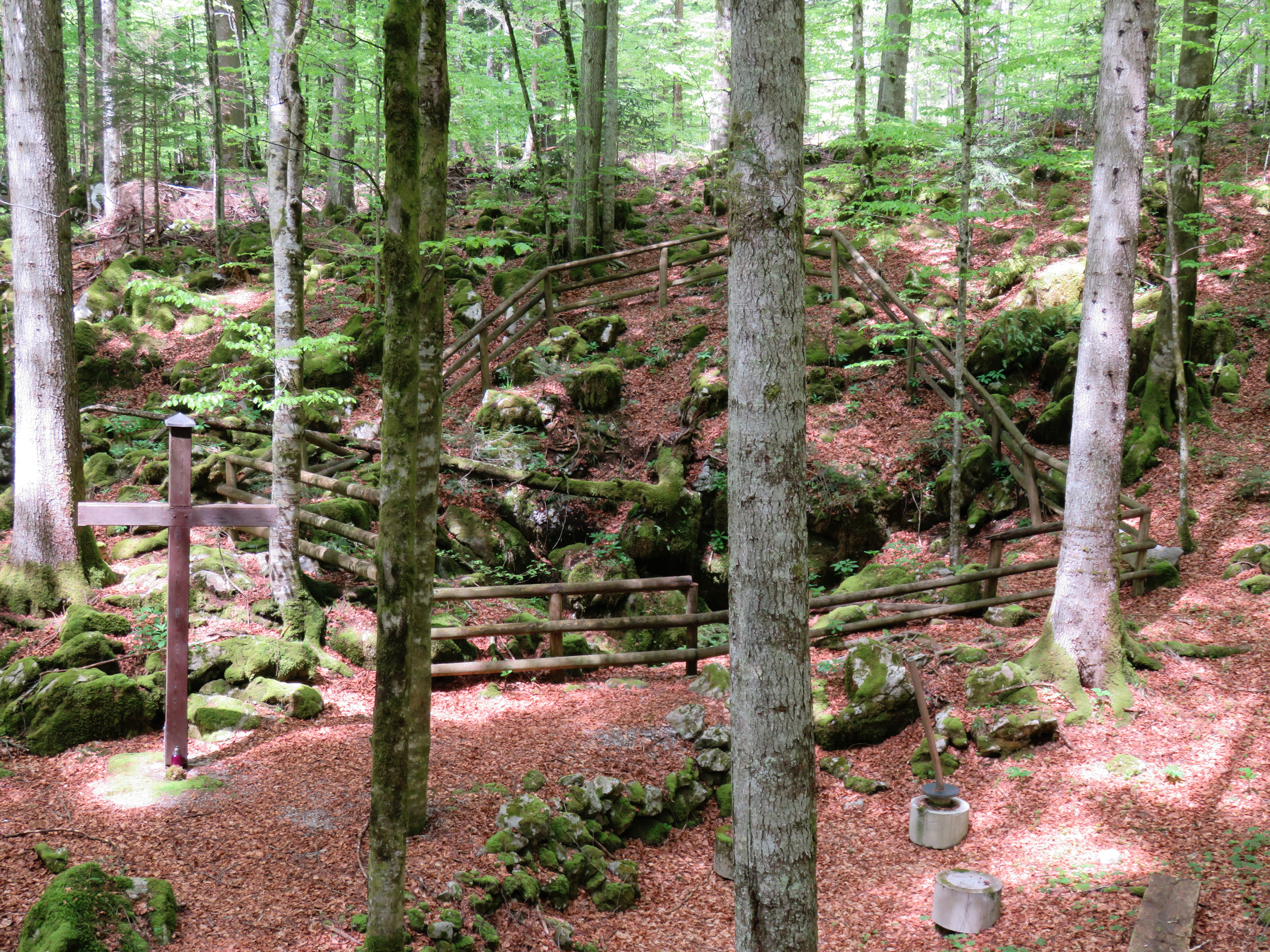
Grobišče Brezno pri Konfinu 1, Glažuta

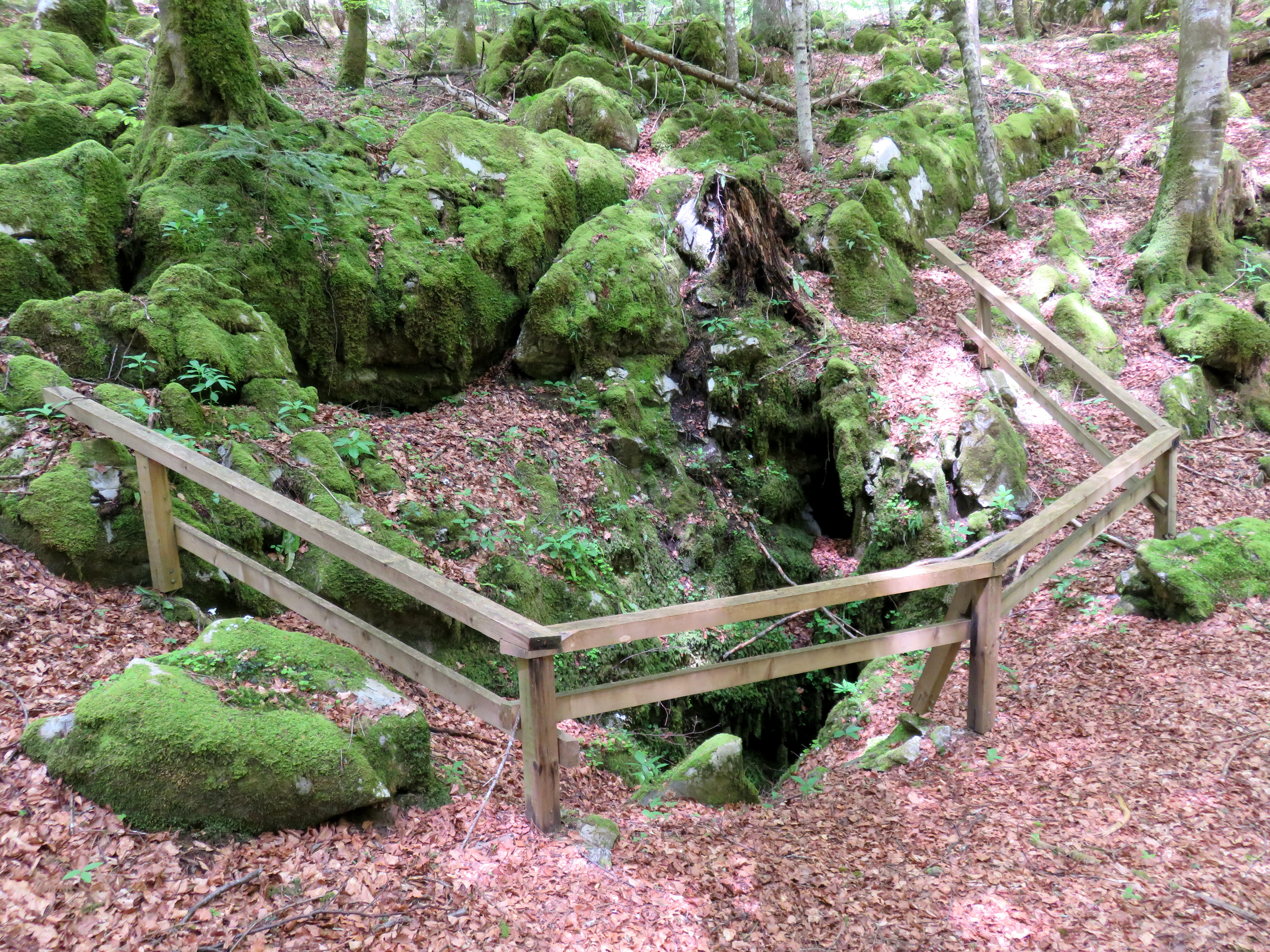
Grobišče Brezno pri Konfinu 2, Glažuta

Auf dem Gebiet der Gemeinde Loški Potok in Slowenien wurden bisher (Stand Februar 2024) insgesamt vier Massengräber aus der Zeit um den Zweiten Weltkrieg gefunden.

## Glažuta
In Glažuta  fand man zwei Massengräber, aus der Zeit nach dem Zweiten Weltkrieg. Beide Gräber enthielten die sterblichen Überreste von im Juni 1945 ermordeten Kriegsgefangenen. Die Gräber wurden 2006 ausgegraben. Nach Abschluss der forensischen Verfahren wurden die Überreste 2017 auf dem Friedhof in Prigorica beigesetzt.
- Das Massengrab Konfin-Schacht 1 (Grobišče Brezno pri Konfinu 1) liegt am nördlichen Rand eines großen Erdfalls, unterhalb der Waldbahn und etwa 100 m von der Straße entfernt. Darin befanden sich die Leichen von etwa 88 slowenischen, kroatischen und serbischen Kriegsgefangenen, die am 24. Juni 1945 aus dem Zentralgefängnis der Jugoslawischen Geheimpolizei an diesen Ort gebracht und ermordet wurden.[2]

- Das Massengrab Konfin-Schacht 2 (Grobišče Brezno pri Konfinu 2) liegt südlich des Massengrabs von Konfin-Schacht 1, am nördlichen Rand eines weiteren großen Erdlochs, etwa 150 Meter vom Konfin-Schacht entfernt. Darin befanden sich die Leichen verwundeter, gefangen gehaltener Heimwehr-Soldaten, die am 22. und 24. Juni 1945 aus dem Zentralgefängnis der Jugoslawischen Geheimpolizei und aus dem St.-Stanislaus-Institut in Ljubljana an den Ort gebracht und ermordet wurden.[3]

## Retje
In Retje wurden zwei Massengräber aus der Zeit des Zweiten Weltkriegs gefunden.
- Das Massengrab bei Bezelj 1 (slowenisch: Grobišče pri Bezlju 1) liegt im Wald nordöstlich des Dorfes, östlich der Straße nach Sodražica. Es enthält die Überreste von fünf deutschen Kriegsgefangenen, die aus Mali Log gebracht und hier ermordet wurden.[4]

- Das Massengrab bei Bezelj 2 (Grobišče pri Bezlju 2) liegt östlich des ersten Grabes. Es enthält die Überreste von zwei Soldaten der slowenischen Heimatgarde und drei Soldaten der russischen Befreiungsarmee.[5]